# Spitzkehre (Ski-Technik)

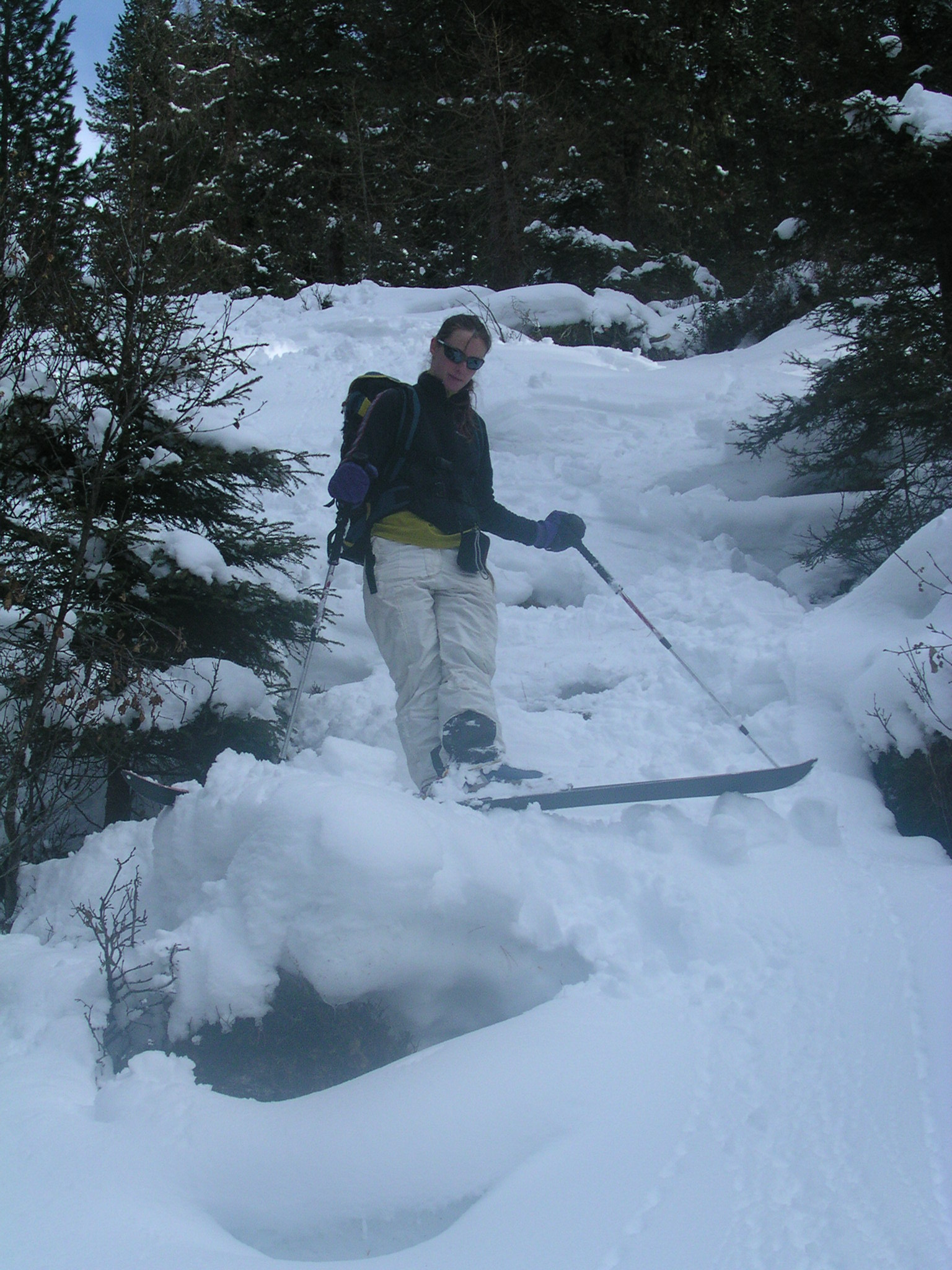
Hangabgewandte Spitzkehre bei der Abfahrt in schwierigem Gelände

Als Spitzkehre wird beim Skibergsteigen und Skifahren eine Technik bezeichnet, die es auch in sehr steilem Gelände ermöglicht, zu wenden. Grundsätzlich kann dabei gegen den Hang oder vom Hang weg gewendet werden. Während die Spitzkehre beim Pistenskifahren längst keine Bedeutung mehr hat, ist sie für Skitourengeher insbesondere bei steileren Aufstiegen unverzichtbar.

## Im Aufstieg
Beim Aufstieg, bei dem die Spitzkehre häufiger angewendet wird, wird die Wende fast immer gegen den Hang durchgeführt. Dabei werden die Ski parallel und horizontal gestellt, dann der bergseitige Ski gewendet und so abgestellt, dass Distanz und Niveaudifferenz zwischen den Füßen so klein sind, dass das Gewicht auf den oberen Ski verlagert werden kann. Schließlich kann der talseitige Ski mit einem die Skispitze anhebenden Impuls der Ferse am Berghang vorbei gewendet werden. Wenn gleichzeitig das Bein gegen hinten gestreckt wird, kann die Skispitze leichter am Standbein vorbeigeführt werden. In flacherem Gelände stellen geübte Skifahrer die Ski nicht genau parallel, sondern häufig in einer leichten V-Stellung.
Skibergsteiger stellen im Aufstieg üblicherweise bei ca. 30° Steigung von Kurven auf Spitzkehrentechnik um. Dies kann bei der Einschätzung der Steilheit des Geländes von Nutzen sein, die für die Beurteilung des Lawinenrisikos wichtig ist. Ab dieser Steigung wird ein Hang als Steilhang bezeichnet. Daraus resultiert die häufige Empfehlung, ab Lawinenwarnstufe 4 Spitzkehrengelände zu meiden.

## Bei der Abfahrt
Bei der Abfahrt kommt eher die Technik vom Hang weg zur Anwendung. Dabei werden die Ski parallel zum Hang gestellt, dann der talseitige Ski entlastet und aufrecht auf das Hinterende gestellt. Anschließend wird sein Vorderende zum Hinterende des bergseitigen Skis gedreht und gekippt. Nach einer Gewichtsverlagerung auf das gedrehte Bein wird der jetzt bergseitige Ski über den anderen gehoben und um 180 Grad gedreht. Die Skispitzen zeigen nun in die entgegengesetzte Richtung wie vor dem Manöver. Die bergseitige Spitzkehre ist bei der Abfahrt nahezu unmöglich, da die Tourenbindung fixiert ist und so der Ski kaum am Hang vorbei gewendet werden kann. Im Pistenskifahren wird die Spitzkehre kaum angewandt, im freien Skiraum hingegen findet sie insbesondere in schwierigem Steilgelände Verwendung, wenn ein normaler Abfahrtsschwung etwa aufgrund von Platzmangel (dichter Bewuchs, Wald, felsdurchsetztes Gelände) nicht oder kaum möglich ist.

## Weblink
- Skitourentipps, mediadb.alpin.de (pdf; 8,7 MB)